# U-Bahnhof Christophstraße/Mediapark
Der U-Bahnhof Christophstraße/Mediapark ist eine Station der Kölner Stadtbahn unterhalb der Ringe an der Kreuzung mit der namensgebenden Christophstraße. Der Namenszusatz bezieht sich auf das Projektgebiet Mediapark außerhalb der Ringe auf dem Gelände des ehemaligen Güterbahnhofs Köln Gereon.

## Geschichte
Auf den Kölner Ringen verkehrte bereits in den 1880er Jahren eine Pferdebahn, die an der Christophstraße einen Abzweig in Richtung Innenstadt hatte. Mit der Elektrifizierung zwischen 1900 und 1903 wurden beide Strecken Teil der Kölner Straßenbahn. Da die Ringe im Verlauf der ehemaligen Stadtmauer als breiter Boulevard angelegt waren, erhielt die Straßenbahn im Zuge des zunehmenden Autoverkehrs bereits in den 1920er Jahren einen eigenen Bahnkörper. Nach den Zerstörungen des Zweiten Weltkriegs war die verbliebene Stichstrecke in der Christophstraße die einzige Straßenbahn-Verbindung zum Hauptbahnhof. Diese große Bedeutung behielt die Strecke bis zu ihrer Stilllegung 1968, als sie durch den neuen Innenstadttunnel ersetzt wurde, der etwas südlich am Friesenplatz mündete. Seit 1974 verlief auch die Ringe-Strecke teilweise unterirdisch, der vom Hansaring kommende Tunnel endete in einer Rampe an der Christophstraße.
In den 1980er Jahren entstand schließlich die Verlängerung der Ringe-U-Bahn bis zum Zülpicher Platz, in deren Zuge an der Christophstraße eine einfache Durchgangsstation entstand, die am 31. Oktober 1987 eröffnet wurde.

## Gestaltung

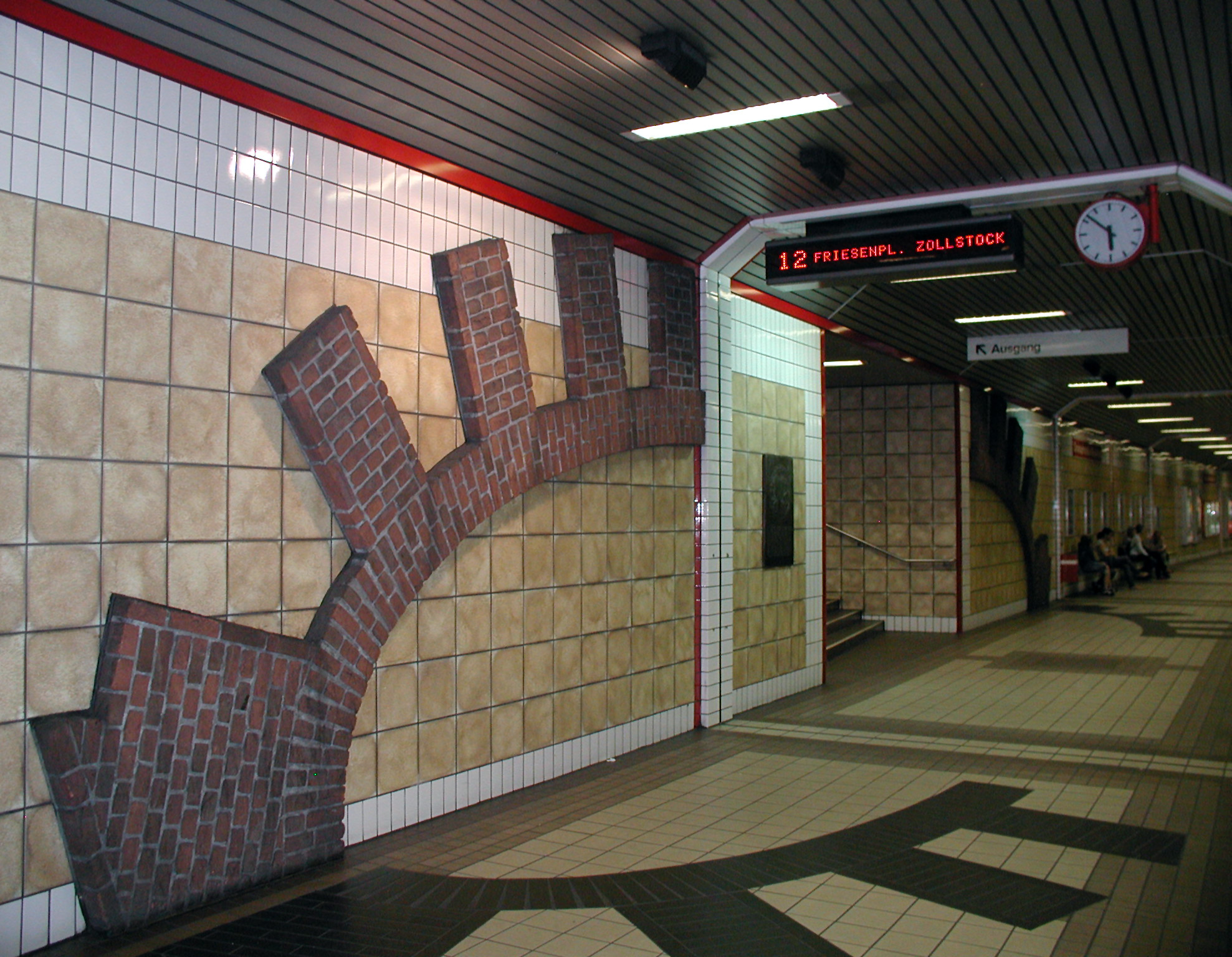
Stilisiertes Stadttor als Wanddekoration

Die drei Stationen der Ringe-U-Bahn waren die letzten, die im bis dahin für Köln typischen Stil errichtet wurden: 35 Zentimeter hohe Seitenbahnsteige, Zugänge die auf Podesten 90 Zentimetern über dem Gleis enden und großflächig gekachelte Wände. Allerdings wurden erstmals Ansätze einer künstlerischen Gestaltung integriert: Die Station Christophstraße/Mediapark erhielt einige Wanddekorationen auf Backstein, die an die Stadtmauer und das Stadttor Gereon erinnern sollen.
Der U-Bahnhof ist einer der wenigen in Köln, der kein Zwischengeschoss besitzt, beide Bahnsteigzugänge enden in einem Pavillon im breiten Grünstreifen des Kaiser-Wilhelm-Rings. Über der Bahnsteigebene befinden sich zwei Etagen einer Tiefgarage, die durch Aufzüge mit der Haltestelle und der Straßenoberfläche verbunden sind.

## Citysprinter-Unfall
Am 23. August 1999 um 17:41 kam es im U-Bahnhof Christophstraße/Mediapark zum schwersten Unfall in der jüngeren Geschichte der Kölner Stadtbahn. Der in der Betriebserprobung befindliche Siemens Citysprinter 5001 prallte ungebremst auf einen in der Station stehenden Zug. Dabei wurden 67 Personen verletzt, sieben davon schwer.
Durch einen Ausfall der Bordelektronik ließ sich das Fahrzeug nicht mehr kontrollieren und hatte zuvor bereits außerplanmäßig den U-Bahnhof Hansaring ohne Halt durchfahren. Dabei überfuhr das Fahrzeug ein rotes Signal, die automatische Zwangsbremsung sprach jedoch ebenso wenig an wie die Notbremse im Fahrgastraum. Durch das Gefälle zwischen beiden Stationen beschleunigte das Fahrzeug noch zusätzlich, so dass von einer Aufprallgeschwindigkeit zwischen 50 und 60 km/h ausgegangen wird.
Mit dem Unfall endete der Einsatz des Citysprinters in Köln, ein bereits fertiggestellter zweiter Prototyp wurde von den Kölner Verkehrs-Betrieben nicht mehr abgenommen. Das Wrack des durch den Citysprinter zerstörten Stadtbahnwagens 2197 wurde von einer Produktionsfirma aufgekauft, die es als Schauplatz für den Fernsehfilm „Die Explosion - U-Bahn-Ticket in den Tod“ nutzte.

## Linien
Der U-Bahnhof Christophstraße/Mediapark wird von folgenden Linien bedient:
| Linie | Verlauf | Takt   |
| ----- | --- | ------ |
| 12    | Merkenich – Niehl Nord – Weidenpesch – U Neusser Straße/Gürtel – U Florastraße – U Lohsestraße – U Ebertplatz – U Hansaring – U Christophstraße/Mediapark – U Friesenplatz – U Rudolfplatz – Zülpicher Platz – Barbarossaplatz – Zollstock                               | 10 min |
| 15    | Chorweiler – Heimersdorf – Longerich – Weidenpesch – U Neusser Straße/Gürtel – U Florastraße – U Lohsestraße – U Ebertplatz – U Hansaring – U Christophstraße/Mediapark – U Friesenplatz – U Rudolfplatz – Zülpicher Platz – Barbarossaplatz – Chlodwigplatz – Ubierring | 10 min |